# Dīmītrīs Papanikolaou
Dīmītrīs Papanikolaou (in greco Δημήτρης Παπανικολάου?; Ano Liosia, 7 febbraio 1977) è un ex cestista e allenatore di pallacanestro greco.

## Carriera
Con la Grecia ha disputato due edizioni dei Giochi olimpici (Atlanta 1996, Atene 2004), i Campionati mondiali del 1998 e quattro edizioni dei Campionati europei (1997, 1999, 2001, 2003).

## Palmarès

### Giocatore
- Campionato greco: 6

Olympiakos: 1995-96, 1996-97
Panathinaikos:	2003-04, 2004-05, 2005-06, 2006-07
- Coppa di Grecia: 5

Olympiakos: 1996-97, 2001-02
Panathinaikos: 2004-05, 2005-06, 2006-07
- Coppa dei Campioni - Eurolega: 2

Olympiakos: 1996-97
Panathinaikos: 2006-07